# Ernst Marlier
Ernst Ferdinand Emil Marlier (* 28. Juli 1875 in Coburg; † 11. November 1950 in Reichenau) war ein deutscher Unternehmer.

## Leben

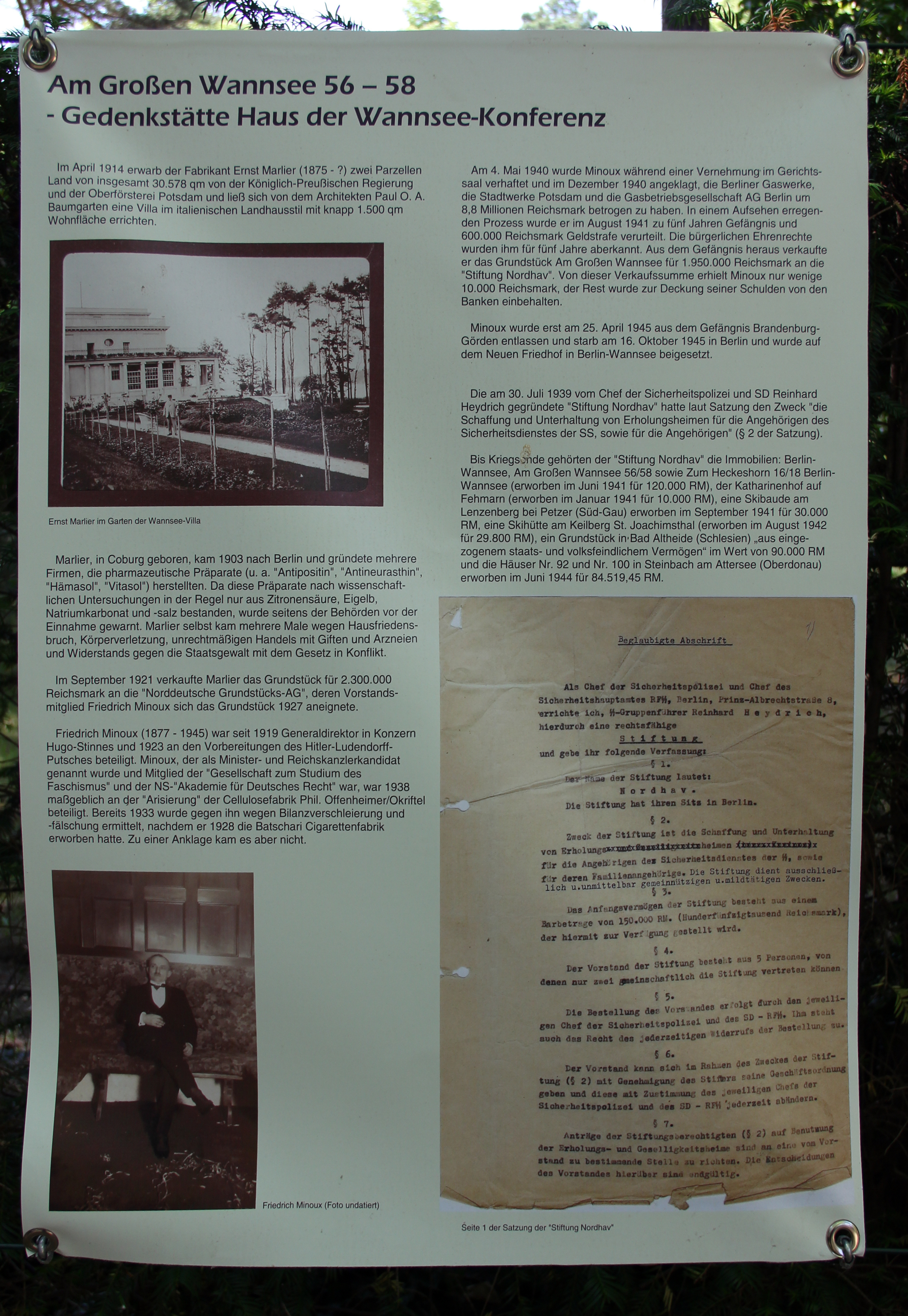
Gedenktafel am Haus Am Großen Wannsee 58 in Berlin-Wannsee

Ernst Marlier war ein Sohn des kaiserlichen Oberpostkommissars Philipp Marlier († 1902) und dessen zweiter Ehefrau Mathilde Marlier geb. Forkel († 1922). Nach einer kaufmännischen Ausbildung in der Geschäftsbücherfabrik Fuchs leistete er von 1895 bis 1897 im Infanterie-Regiment Nr. 22 in Kassel seinen Militärdienst und zog 1899 nach Nürnberg. Dort war er Inhaber des Versandhandels Micado. Vermutlich war er seit dieser Zeit auch an der Nürnberger Kohlengroßhandlung seines Halbbruders Julius Marlier (* 1852) beteiligt. 1903 ging er nach Berlin, wo er zunächst im Haus Kurfürstenstraße 173a (Ecke Dennewitzstraße) in Tiergarten, später im Haus Sternstraße 22 in Lichterfelde wohnte. Er gründete dort 1903 den erfolglosen Deutschen Reformverlag und erwarb 1907 die Regenhardtsche Verlagsgesellschaft. Marlier hatte unternehmerischen Erfolg mit verschiedenen in Berlin ansässigen Unternehmen für Geheimmittel, so F.J. Wallbrecht & Co., Dr. med. Wagner & Marlier GmbH, Dr. Arthur Erhard GmbH, Dr. med. Karl Hartmann GmbH, Dr. med. Schröder GmbH und Prof. Dr. von Ganting GmbH.
1905 stellte das Pharmazeutische Institut der Universität Berlin fest, dass die Heilmittel von Marlier überwiegend aus Weinsäure, Zitronensäure, Natriumchlorid und Eigelb bestanden. Bereits 1907 warnte das Polizeipräsidium Berlin vor den Präparaten von Marlier, da „sie nicht diejenigen Eigenschaften besitzen, die ihnen in den Anpreisungen zugeschrieben werden.“ Zu den von Marlier vertriebenen pharmazeutischen und medizinischen Präparaten gehörten u. a. die Schlankheitspräparate Slankal, Antipositin, Levathin und Vitalito (in Österreich-Ungarn), das „Nerventonicum“ Antineurasthin, die „Blutsalznahrung“ Renascin, sowie das „Nerven-Nähr- und Kräftigungsmittel“ Visnervin. Antipositin und Antineurasthin wurden 1907 auf die Geheimmittelliste des Bundesrates gesetzt und durften damit öffentlich nicht mehr beworben werden. Lokale Gesundheits- und Polizeibehörden warnten vor all diesen Mitteln. Ab 1914 durften sie auch in Österreich-Ungarn nicht mehr öffentlich vertrieben werden. Marlier beendete den Geheimmittelvertrieb im Deutschen Reich 1913 und liquidierte seine Firmen. Die Präparate wurden international gleichwohl weiter vermarktet.
Marlier wurde mehrfach rechtskräftig verurteilt, 1904 wegen Hausfriedensbruchs und einfacher Körperverletzung und 1906 wegen unrechtmäßigen Handels mit Giften und Arzneien. Trotzdem wurde er wohlhabend und erreichte in diesen Jahren das beträchtliche Jahreseinkommen von rund 100.000 Mark. Er bemühte sich mehrfach um die Verleihung von Orden und Titeln, wobei er zumindest den Titel eines königlich preußischen Kommerzienrats auch tatsächlich erhielt. Ungeachtet dieses Strebens nach offizieller Anerkennung im Rahmen bürgerlicher Wertvorstellungen sah er sich 1912 erneut einem Strafverfahren ausgesetzt, nun wegen groben Unfugs, tätlicher Belästigung, Beamtenbeleidigung und Widerstands gegen die Staatsgewalt.
Ende 1914 ließ sich Marlier von dem Berliner Architekten Paul Baumgarten eine herrschaftliche Villa in der Colonie Alsen am Großen Wannsee bauen. Er verkaufte die Villa 1921 für inflationsbedingte 2,3 Millionen Mark an den Industriellen Friedrich Minoux, der sie 1940 an die SS-nahe Nordhav-Stiftung veräußern musste. Am 20. Januar 1942 fand in diesem Haus die Wannseekonferenz statt.
Ernst Marlier wohnte nach dem Verkauf der Wannsee-Villa zunächst in Berlin-Zehlendorf und von 1926 bis 1928 in Basel. Dann zog er nach Lugano um, wo er aber polizeilich nie gemeldet war. Zuletzt lebte er mit seiner zweiten Frau Franziska „Françoise“ Marlier geb. Almer in Zürich. Er starb 1950 in der Badischen Heil- und Pflegeanstalt in Reichenau am Bodensee. Über seinen Nachlass wurde die konkursamtliche Liquidation eingeleitet.